# Where?
Where? – utwór kanadyjskiego zespołu rockowego Nickelback, pochodzący z debiutanckiego EP „Hesher” wydanego niezależnie w lutym 1996 roku. Utwór został zamieszczony na pierwszej pozycji na krążku, trwa 4 minuty i 25 sekund i jest trzecim utworem co do najdłuższych na płycie. Dłuższe są tylko „D.C” (4:45), oraz „In Front of Me” (5:32). Utwór trafił potem także na debiutancki album długogrający „Curb”, wydany 3 marca 1996 roku w Kanadzie. Tam został zamieszczony na piątej pozycji.

## Znaczenie tekstu
Tekst utworu opowiada o kochaniu pewnej osoby, która nie odwzajemnia tych uczuć. Fragment „He keeps waiting for her to come and comfort him, but she never comes and he is tired of waiting for her to come” mówi o tym iż on wciąż czeka na nią aby przyszła do niego i go pocieszyła, ale ona nie przychodzi i chłopak ma dość czekania na nią.
Utwór zaczyna się od delikatnego wstępu gitarowego trwającego nieco ponad 50 sekund, po czym zaczyna się pierwsza zwrotka, gdzie prócz śpiewu słychać jest jedynie grę gitary basowej. W refrenach słychać jest brzmienie gitar. W połowie utwór zwalnia nieco tempo, po czym rozpoczyna się krótkie solo gitarowe.
Utwór „Where?” regularnie grany był podczas trasy „Curb Tour” w 1997 roku. Pojawiał się także w setlistach podczas trasy „The State Tour” na przełomie 1999, oraz 2000 roku. Od tamtej pory utwór nie został już zagrany na żywo w całości. Podczas trasy koncertowej „All the Right Reasons Tour” na przełomie 2005 oraz 2006 roku wszedł w skład „Curb Medley” wraz z utworami „Curb” oraz „Sea Groove”.

## Twórcy
Nickelback
- Chad Kroeger – śpiew, gitara rytmiczna
- Ryan Peake – gitara prowadząca, wokal wspierający
- Mike Kroeger – gitara basowa
- Brandon Kroeger – perkusja

Produkcja
- Nagrywany: Styczeń 1996 w „Crosstown Studios” w Vancouver
- Miks oraz mastering: Jeff Bond w „Crosstown Studios”
- Producent muzyczny: Nickelback, Jeff Bond
- Zdjęcia: Chris Mair
- Aranżacja: Chad Kroeger, Ryan Peake, Mike Kroeger, Brandon Kroeger
- Teksty piosenek: Chad Kroeger
- Management: Amar Management
- Manager: Clyde Hill